# 梅逸
梅逸（1938年6月28日—2001年1月23日），武術家，師從詠春拳宗師葉問。亦擅於金石、篆刻、书画、文学。

## 生平
梅逸是葉問在香港的早期弟子之一。1965年创立「詠春梅逸国术健身学院」。葉問去世之後，梅逸於1973年移居美国紐約市，並在當地開館授徒。2001年1月23日去世。

## 外部連結
- Moy Yat Ving Tsun Kung Fu （页面存档备份，存于）